# مناوهلة
مناوهلة إحدى قرى مركز الباجور التابع لمحافظة المنوفية بجمهورية مصر العربية.

## التاريخ
قرية مناوهلة من القرى القديمة، حيث وردت باسم «منى واهلة» في أعمال المنوفية ضمن قرى الروك الصلاحي التي أحصاها ابن مماتي في كتاب قوانين الدواوين، كما وردت باسم «منى واهلة» في أعمال المنوفية ضمن قرى الروك الناصري التي أحصاها ابن الجيعان في كتاب «التحفة السنية بأسماء البلاد المصرية». وفي العصر العثماني وردت باسم «منى واهلة» في التربيع العثماني الذي أجراه الوالي العثماني سليمان باشا الخادم في عصر السلطان العثماني سليمان القانوني ضمن قرى ولاية المنوفية، وفي تاريخ 1228هـ/1813م الذي عدّ قرى مصر بعد المسح الذي قام به محمد علي باشا باسم «مناوهلة» ضمن قرى مديرية المنوفية.

## السكان
بلغ عدد سكان مناوهلة 8,614 نسمة، حسب الإحصاء الرسمي لعام 2006.